# La Chaux-en-Bresse
La Chaux-en-Bresse ist eine französische Gemeinde in der Region Bourgogne-Franche-Comté. Sie gehört zum Arrondissement Lons-le-Saunier und zum Kanton Bletterans. 

## Geographie
Die Gemeinde liegt in der Landschaft Bresse. Die Nachbargemeinden sind Chaumergy im Norden, Bois-de-Gand im Osten, Vincent-Froideville im Süden und Commenailles im Südwesten.

## Bevölkerungsentwicklung
| Jahr                       | 1962 | 1968 | 1975 | 1982 | 1990 | 1999 | 2010 | 2017 |
| -------------------------- | ---- | ---- | ---- | ---- | ---- | ---- | ---- | ---- |
| Einwohner                  | 41   | 44   | 30   | 39   | 38   | 36   | 33   | 39   |
| Quellen: Cassini und INSEE |      |      |      |      |      |      |      |      |